# 2004年夏季残疾人奥林匹克运动会克罗地亚代表团
2004年夏季残疾人奥林匹克运动会克罗地亚代表团是克罗地亚派出的2004年夏季残疾人奥林匹克运动会代表团。获得4枚铜牌。